# Mikkel Remsøy
Mikkel Remsøy, född 4 augusti 2002, är en norsk alpin skidåkare.
Remsøy tog guld i kombination vid olympiska vinterspelen för ungdomar 2020 i Lausanne.